# Ryan Rottman
Ryan Rottman (ur. 17 marca 1984 w Luizjanie) – amerykański aktor.
Znany głównie z roli Joeya Colvina z serialu młodzieżowego TeenNick Giganci. Wystąpił również w innych serialach i filmach telewizyjnych jak: Victoria znaczy zwycięstwo, Króliczek, Greek, Kaskader, The Lying Game i wielu innych.

## Filmografia
Filmy
- 2011: Birds of a Feather jako aktor
- 2010: Closing Time jako Tyler
- 2009: Kaskader jako Guy Torre
- 2009: Na drodze do szczęścia jako Peabody Bellhop
- 2008: Króliczek jako kupujący kalendarz

Seriale
- 2011: Victoria znaczy zwycięstwo jako Ryder Daniels
- 2011: 90210 jako Shane
- 2010–2011: Giganci jako Joey Colvin
- 2009: Valley Peaks jako DOP4/Doktor J. Tupac
- 2009: Greek jako Jess
- 2007: Viva Laughlin jako Matt